# Eleccions presidencials belarusses de 2015
Les eleccions presidencials de 2015 van tenir lloc a Belarús l'11 d'octubre de 2015.
El president Aleksandr Lukaixenko va concórrer a les eleccions per assolir el seu cinquè mandat en el càrrec, després d'haver guanyat totes les eleccions presidencials des de la independència el 1991. Va ser reelegit de nou amb el 84% dels vots. L'opció "contra tots" va rebre més vots que qualsevol candidat de l'oposició.
L'informe preliminar de la Missió Internacional d'Observació de les Eleccions (IEOM per les seves sigles en anglès), liderada per l'OSCE i amb participació de l'Assemblea Parlamentària del Consell d'Europa, emès el 12 d'octubre, inicia les seves conclusions amb l'afirmació que les eleccions de l'11 d'octubre indiquen, un cop més, que Belarús encara està lluny de complir els estàndards d'unes eleccions democràtiques i destaca que s'han detectat problemes importants, especialment durant el procés de recompte, que soscaven la integritat d'aquestes eleccions presidencials.